# Oda di Stade
Oda di Stade, anche conosciuta come Oda von Babenberg (1040 – 1087) è stata una nobildonna germanica, principessa Consorte della Rus' di Kiev. in seguito al matrimonio con Svjatoslav II di Kiev.

## Biografia
Figlia di Ida di Elsdorf, Oda vantava legami con alcune delle famiglie più influenti dell'epoca. Sua madre, deceduta nel 1052, era figlia del margravio di Frisia Liudolfo della stirpe dei Brunonidi, e sorella di Matilda di Frisia. Ida era nipote di papa Leone IX, nonché nipote di Gisella di Svevia e, di conseguenza, di Enrico III, imperatore dei Romani. L'identità del padre di Oda rimane incerta, potendo essere stato il primo marito di Ida, Lippold o Liudolfo di Derlingau, deceduto nel 1038, o il suo secondo consorte, Dedi di Sassonia, deceduto nel 1056.
Prima del suo matrimonio, Oda fu una monaca nel monastero di Rinthelen, la cui ubicazione esatta è sconosciuta ma si presume fosse a Ringelheim, oggi distretto di Salzgitter in Bassa Sassonia. La sua uscita dal monastero fu resa possibile grazie a un dono da parte della madre Ida, che concesse la Villa Stedenthorp, vicino a Heßlingen, al monastero. 

### Il matrimonio con Svjatoslav
Attorno al 1065, Oda abbandonò la vita monastica per sposare Svjatoslav II, sovrano della Rus' di Kiev, diventando la sua seconda moglie. 
Il matrimonio fu arrangiato dal fratello di Oda, Bucardo, prevosto di San Simeone a Treviri, su incarico della madre Ida e con l'intervento di personaggi influenti dell'epoca. Dal matrimonio nacque intorno al 1070 Jaroslav (noto anche come Costantino), il quinto figlio di Svjatoslav, che in seguito divenne principe di Murom (1097-1123 e nuovamente dal 1127 al 1129) e di Černigov (1123-1127). Dopo la morte di Svjatoslav nel 1076, Oda fece ritorno nel Sacro Romano Impero con il figlio.
Oda ebbe un ruolo chiave nell'arrangiare il matrimonio della sua nipote Prassede di Kiev con il conte di Stade Enrico III il Lungo.
Dal suo secondo matrimonio con un nobile sassone, di cui non si conosce il nome, Oda ebbe una figlia: Akarina di Elsdorf (1079-1130), denominata anche come Aliarina dal cronista Alberto di Stade, che fu madre di Burcardo di Loccum.

## Ascendenza
|                                     |                      |                       | Genitori                |  |  | Nonni |  |  | Bisnonni          |  |  | Trisnonni           |  |
|                                     |                      |                       |                         |  |  |       |  |  | Enrico I di Stade |  |  | Lotario II di Stade |  |
|                                     |                      |                       |                         |  |  |       |  |  | Enrico I di Stade |  |  | Lotario II di Stade |  |
|                                     |                      | Swanhild di Sassonia  |                         |  |  |       |  |  | Enrico I di Stade |  |  |                     |  |
| Sigfrido II di Stade                |                      |                       |                         |  |  |       |  |  | Enrico I di Stade |  |  |                     |  |
|                                     |                      | Giuditta di Wetterau  | Odo di Wetterau         |  |  |       |  |  |                   |  |  |                     |  |
|                                     |                      | Giuditta di Wetterau  | Odo di Wetterau         |  |  |       |  |  |                   |  |  |                     |  |
|                                     |                      | Giuditta di Wetterau  | Cunegonda di Vermandois |  |  |       |  |  |                   |  |  |                     |  |
| Lotario Udo I della marca del Nord  |                      | Giuditta di Wetterau  |                         |  |  |       |  |  |                   |  |  |                     |  |
|                                     |                      | Gerone di Alsleben    | Sigfrido di Alsleben    |  |  |       |  |  |                   |  |  |                     |  |
|                                     |                      | Gerone di Alsleben    | Sigfrido di Alsleben    |  |  |       |  |  |                   |  |  |                     |  |
|                                     |                      | Gerone di Alsleben    | Hathui                  |  |  |       |  |  |                   |  |  |                     |  |
| Adele di Alsleben                   |                      | Gerone di Alsleben    |                         |  |  |       |  |  |                   |  |  |                     |  |
|                                     |                      | Adela                 | …                       |  |  |       |  |  |                   |  |  |                     |  |
|                                     |                      | Adela                 | …                       |  |  |       |  |  |                   |  |  |                     |  |
|                                     |                      | Adela                 | …                       |  |  |       |  |  |                   |  |  |                     |  |
| Oda di Stade                        |                      | Adela                 |                         |  |  |       |  |  |                   |  |  |                     |  |
|                                     | Bruno I di Brunswick | Liudolfo di Brunswick |                         |  |  |       |  |  |                   |  |  |                     |  |
|                                     | Bruno I di Brunswick | Liudolfo di Brunswick |                         |  |  |       |  |  |                   |  |  |                     |  |
|                                     | Bruno I di Brunswick | …                     |                         |  |  |       |  |  |                   |  |  |                     |  |
| Liudolfo di Frisia                  | Bruno I di Brunswick |                       |                         |  |  |       |  |  |                   |  |  |                     |  |
|                                     |                      | Gisella di Svevia     | Ermanno II di Svevia    |  |  |       |  |  |                   |  |  |                     |  |
|                                     |                      | Gisella di Svevia     | Ermanno II di Svevia    |  |  |       |  |  |                   |  |  |                     |  |
|                                     |                      | Gisella di Svevia     | Gerberga di Borgogna    |  |  |       |  |  |                   |  |  |                     |  |
| Ida d'Elstorf                       |                      | Gisella di Svevia     |                         |  |  |       |  |  |                   |  |  |                     |  |
|                                     |                      | Ugo IV di Nordgau     | Ugo II di Nordgau       |  |  |       |  |  |                   |  |  |                     |  |
|                                     |                      | Ugo IV di Nordgau     | Ugo II di Nordgau       |  |  |       |  |  |                   |  |  |                     |  |
|                                     |                      | Ugo IV di Nordgau     | …                       |  |  |       |  |  |                   |  |  |                     |  |
| Gertrude la Vecchia di Braunschweig |                      | Ugo IV di Nordgau     |                         |  |  |       |  |  |                   |  |  |                     |  |
|                                     |                      | Edvige di Dabo        | Luigi di Dabo           |  |  |       |  |  |                   |  |  |                     |  |
|                                     |                      | Edvige di Dabo        | Luigi di Dabo           |  |  |       |  |  |                   |  |  |                     |  |
|                                     |                      | Edvige di Dabo        | Giuditta di Oehningen   |  |  |       |  |  |                   |  |  |                     |  |
|                                     |                      | Edvige di Dabo        |                         |  |  |       |  |  |                   |  |  |                     |  |